# Opel 40/100 PS
 (septembre 2024).
L’Opel 40/100 PS est une voiture de la catégorie luxueuse construite par Adam Opel KG de 1912 à 1916.

## Historique et technologie
La 40/100 PS était le modèle le plus grand et le plus luxueux du constructeur avant la Première Guerre mondiale.
Le moteur était un moteur quatre cylindres d’une cylindrée de 10 160 cm³ (alésage x course = 140 mm x 165 mm). Il produisait 100 ch (74 kW) à 1 300 tr/min. Le moteur à commande latérale était refroidi par eau et une pompe centrifuge assurait la circulation du liquide de refroidissement. La puissance du moteur était transmise à l’essieu arrière via un embrayage à cône en cuir, une boîte de vitesses manuelle à quatre vitesses et un arbre à cardan en bain d’huile. La vitesse maximale de la voiture était de 125 km/h.
Les deux essieux rigides étaient suspendus au cadre, constitué de profilés en U en tôle en acier, par des ressorts à lames trois quarts elliptiques. Il y avait un faux-châssis à l’avant pour accueillir le moteur. Le frein de service agissait sur l’arbre de sortie de la transmission. Le frein à main a été conçu comme un frein à tambours agissant sur les roues arrière.
Il y avait quatre styles de carrosserie, une voiture de tourisme à six places, une torpédo à six places, une limousine Pullman quatre portes et un landaulet. La variante la moins chère, la voiture de tourisme, coûtait 18 000 Reichsmark.
Fin 1916, la construction de la 40/100 PS est arrêtée.